# Plexippus clemens
Plexippus clemens är en spindelart som först beskrevs av Pickard-Cambridge O. 1872.  Plexippus clemens ingår i släktet Plexippus och familjen hoppspindlar. Inga underarter finns listade i Catalogue of Life.